# ビアーズ
株式会社ビアーズ（英名：BEE OURS）は、株式会社ビー・ブレーンの関連会社と共に、テレビ番組の制作を中心とする制作プロダクションである。

## 所在地
- 〒107-0052 東京都港区赤坂7-11-9　赤坂三基ビル6F

## 役員
- 代表取締役会長：西敏也
- 代表取締役社長：須藤勝
- 取締役：山下浩一
- 監査役：竹間千晃
- 顧問：菅野貴志

## 所属スタッフ

### プロデューサー
- 西敏也（会長）

### プロデューサー兼演出
- 須藤勝（社長）

### 演出
- 山下浩一（取締役）

## 主な制作実績
※印は制作・スタッフ派遣協力だがエンドロールしてクレジット表示なし。